# David B. Weishampel
David B. Weishampel (16 de noviembre de 1952) es un paleontólogo estadounidense que trabaja en el Centro de Anatomía Funcional y Evolución en la Johns Hopkins University School of Medicine. 
Weishampel se doctoró en Geología en la Universidad de Pensilvania en 1981. Sus investigaciones abarcan sistemática de dinosaurios, dinosaurios europeos del Cretácico tardío, mecánica de la mandíbula y los herbívoros, cladística y heterocronía, y la historia de la biología evolutiva. La obra de Weishampel más conocida es el libro The Dinosauria University of California Press; 2.ª edición (2004). 
Fue consultor de la película Parque Jurásico y es amigo de Steven Spielberg. Ha recibido el "Premio Académico Científico y Técnico".

## Publicaciones
- Weishampel, D. B., Dodson, P., and Osmólska, H. (eds.). 2004. The Dinosauria. 2nd edition. Univ. California Press, Berkeley. 833 pp.
- Weishampel, D. B. & White, N. (eds.). 2003. The Dinosaur Papers: 1676-1906. Smithsonian Institution Press, Washington, D. C. 524 pp.
- Weishampel, D.B., C.-M. Jianu, Z. Csiki, and D.B. Norman. 2003. Osteology and phylogeny of Zalmoxes (n.g.), an unusual ornithopod dinosaur from the latest Cretaceous of Romania. J. Syst. Palentol. 1: 123-143.
- Jianu, C. M. & Weishampel, D. B. 1999. The smallest of the largest: a new look at possible dwarfing in sauropod dinosaurs. Geol. Mijnbouw 78: 335-343.
- Weishampel, D. B. 1996. Fossils, phylogeny, and discovery: a cladistic study of the history of tree topologies and ghost lineage durations. J. Vert. Paleont. 16: 191 197.
- Weishampel, D. B. 1995. Fossils, function, and phylogeny. In: Thomason, J. (ed.). Functional Morphology in Vertebrate Paleontology. Cambridge Univ. Press, New York. pp. 34-54.
- Weishampel, D. B. & Horner, J. R. 1994. Life history syndromes, heterochrony, and the evolution of Dinosauria. In: Carpenter, K., Horner, J. R., & Hirsch, K. (eds.). Dinosaur Eggs and Babies. Cambridge Univ. Press, New York. pp. 229 243.
- Heinrich, R. E., Ruff, C. B., & Weishampel, D. B. 1993. Femoral ontogeny and locomotor biomechanics of Dryosaurus lettowvorbecki (Dinosauria, Iguanodontia). Zool. J. Linn. Soc. 108: 179 196.
- Weishampel, D. B., Norman, D. B., & Grigorescu, D. 1993. Telmatosaurus transsylvanicus from the Late Cretaceous of Romania: the most basal hadrosaurid. Palaeontology 36: 361 385.
- Weishampel, D. B. 1993. Beams and machines: modeling approaches to analysis of skull form and function. In: Hanken, J. & Hall, B. K. (eds.) The Vertebrate Skull. Univ. Chicago Press, Chicago. pp. 303 344.
- Weishampel, D. B., Grigorescu, D., & Norman, D. B. 1991. The dinosaurs of Transylvania: island biogeography in the Late Cretaceous. Natl. Geogr. Res. 7: 68 87.
- Weishampel, D. B. 1991. A theoretical morphologic approach to tooth replacement in lower vertebrates. In: Vogel, K. & Schmidt Kittler, N. (eds.). Constructional Morphology and Biomechanics: Concepts and lmplications. Springer Verlag, Berlín. pp. 295 310.